# 1071 (numero)
Millesettantuno (1071) è il numero naturale dopo il 1070 e prima del 1072.

## Proprietà matematiche
- È un numero dispari.
- È un numero composto da 12 divisori: 1, 3, 7, 9, 17, 21, 51, 63, 119, 153, 357, 1071. Poiché la somma dei suoi divisori (escluso il numero stesso) è 801 < 1071, è un numero difettivo.
- È un numero nontotiente in quanto dispari e diverso da 1.
- È un numero di Harshad nel sistema numerico decimale, cioè è divisibile per la somma delle sue cifre.
- È un numero congruente.
- È un numero ettagonale.
- È un numero malvagio.
- È parte delle terne pitagoriche  (228, 1071, 1095), (272, 1071, 1105), (504, 945, 1071), (728, 1071, 1295), (1020, 1071, 1479), (1071, 1080, 1521), (1071, 1428, 1785), (1071, 1840, 2129), (1071, 2940, 3129), (1071, 3672, 3825), (1071, 3828, 3975), (1071, 4760, 4879), (1071, 7040, 7121), (1071, 9072, 9135), (1071, 11220, 11271), (1071, 11680, 11729), (1071, 21228, 21255), (1071, 27300, 27321), (1071, 33728, 33745), (1071, 63720, 63729), (1071, 81928, 81935), (1071, 191172, 191175), (1071, 573520, 573521).

## Astronomia
- 1071 Brita è un asteroide della fascia principale del sistema solare.
- NGC 1071 è una galassia nella costellazione della Balena.

## Astronautica
- Cosmos 1071 è un satellite artificiale russo.